# Xenophyllum
Xenophyllum là một chi thực vật có hoa trong họ Cúc (Asteraceae).

## Loài
Chi Xenophyllum gồm các loài: